# 置塩村
置塩村（おきしおむら）は、かつて兵庫県に存在していた村である。元々置塩はまた小塩と書かれ、仮名文字では「おしお」「おしほ」「おじお」「おじほ」と表記されていた。置塩村の発足時に「おきしお」とされた。
現在の置塩中学校区に相当する、かつての夢前町の南東部に位置していた。

## 概要
現在の姫路市夢前町糸田、玉田、山冨、宮置、置本、又坂、古知之庄、塩田、杉之内、高長に相当する。

## 沿革
- 1889年（明治22年）4月1日 町村制施行に伴い、糸田村、玉田村、山富村、宮置村、置本村、又坂村、古知之庄村、塩田村、杉之内村、高長村の10村の区域をもって置塩村発足。
- 1896年（明治29年）4月1日 飾西郡・飾東郡の区域をもって飾磨郡が発足。
- 1955年（昭和30年）7月1日 鹿谷村・菅野村と合併し夢前町が発足。同日置塩村消滅。

## 地域

### 人口

#### 人口推移
| \| 1920年（大正9年） \| 2,461人 \| \| \| 1925年（大正14年） \| 2,409人 \| \| \| 1930年（昭和5年） \| 2,493人 \| \| \| 1935年（昭和10年） \| 2,454人 \| \| \| 1940年（昭和15年） \| 2,385人 \| \| \| 1947年（昭和22年） \| 3,032人 \| \| \| 1950年（昭和25年） \| 3,093人 \| \| |         |  |
| 総務省統計局 / 国勢調査 |         |  |
| 1920年（大正9年） | 2,461人 |  |
| 1925年（大正14年） | 2,409人 |  |
| 1930年（昭和5年） | 2,493人 |  |
| 1935年（昭和10年） | 2,454人 |  |
| 1940年（昭和15年） | 2,385人 |  |
| 1947年（昭和22年） | 3,032人 |  |
| 1950年（昭和25年） | 3,093人 |  |